# Tsjarazanden
De Tsjarazanden (Russisch: Чарские пески; Tsjarskië peski) is de benaming voor een zandgebied in het district Kalar in de Russische kraj Transbaikal.
De Tsjarazanden liggen in de Tsjaralaagte in het zuiden van Siberië nabij de bergketens Kodar en Oedokan, tussen de rivierdalen van de Tsjara, de Sredni- en Verchni Sakoekan. Het ligt op 9 kilometer ten zuidwesten van het dorp Tsjara en 9 kilometer ten noordwesten van het BAM-station van de plaats Novaja Tsjara.
De zanden strekken zich uit over ongeveer 9 kilometer in de lengterichting langs de heersende windrichting: van het zuidwesten naar het noordoosten. De breedte is maximaal 4 kilometer. De totale oppervlakte bedraagt ongeveer 30 km², waarmee de Tsjarazanden het grootste gebied in Siberië zijn waar zand zich vrij kan verspreiden. De zanden ontstonden ongeveer 55.000 tot 100.000 jaar geleden tijdens het Pleistoceen als gevolg van een glaciofluviaal proces. Het vormt het restant van een verdwenen meer dat tijdens de laatste ijstijd (de Moeroekotin-formatie) ontstond door het smelten van de Sakoekangletsjer. De wind zorgde voor de verspreiding van het zand tot zandruggen, sikkelduinen en duinenrijen afgewisseld met deflatieholtes. De duinrijen kunnen tot 170 meter lang worden en hoogten bereiken tot 80 meter. Qua uiterlijk lijken de zanden op de woestijnen van Centraal-Azië. Binnen het gebied liggen verschillende depressies waar vegetatie groeit met lariksen, dwergberken en Siberische dwergdennen. In het noordoosten liggen twee kleine meertjes genaamd Aljonoesjka en Tajezjnoje. De zanden worden aan de randen omringd door dennen- en larikstaiga en veenmoerassen. Een belangrijk kenmerk van de zanden is dat er geen overgangszone is met deze bossen en moerassen, maar de zanden abrupt ophouden.
De Tsjarazanden hebben de status van geomorfologisch Natuurmonument en werden in 2010 bij een verkiezing opgenomen in de 'Zeven wonderen van de Transbaikal', die bedacht zijn om het toerisme in het gebied te bevorderen.

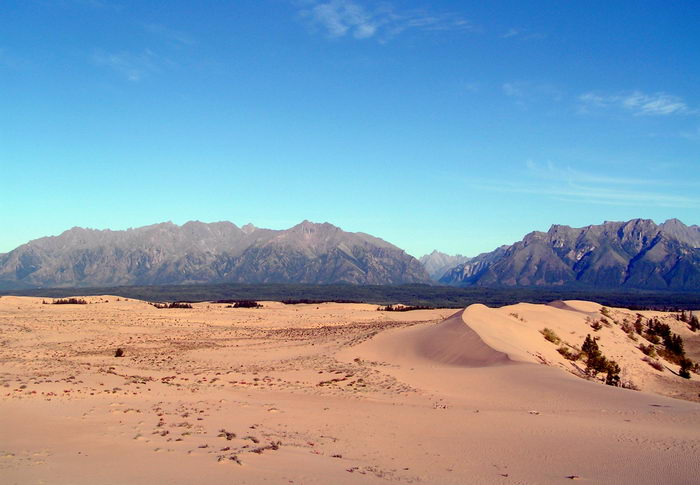
De bergketen Kodar met de Tsjarazanden op de voorgrond nabij Novaja Tsjara
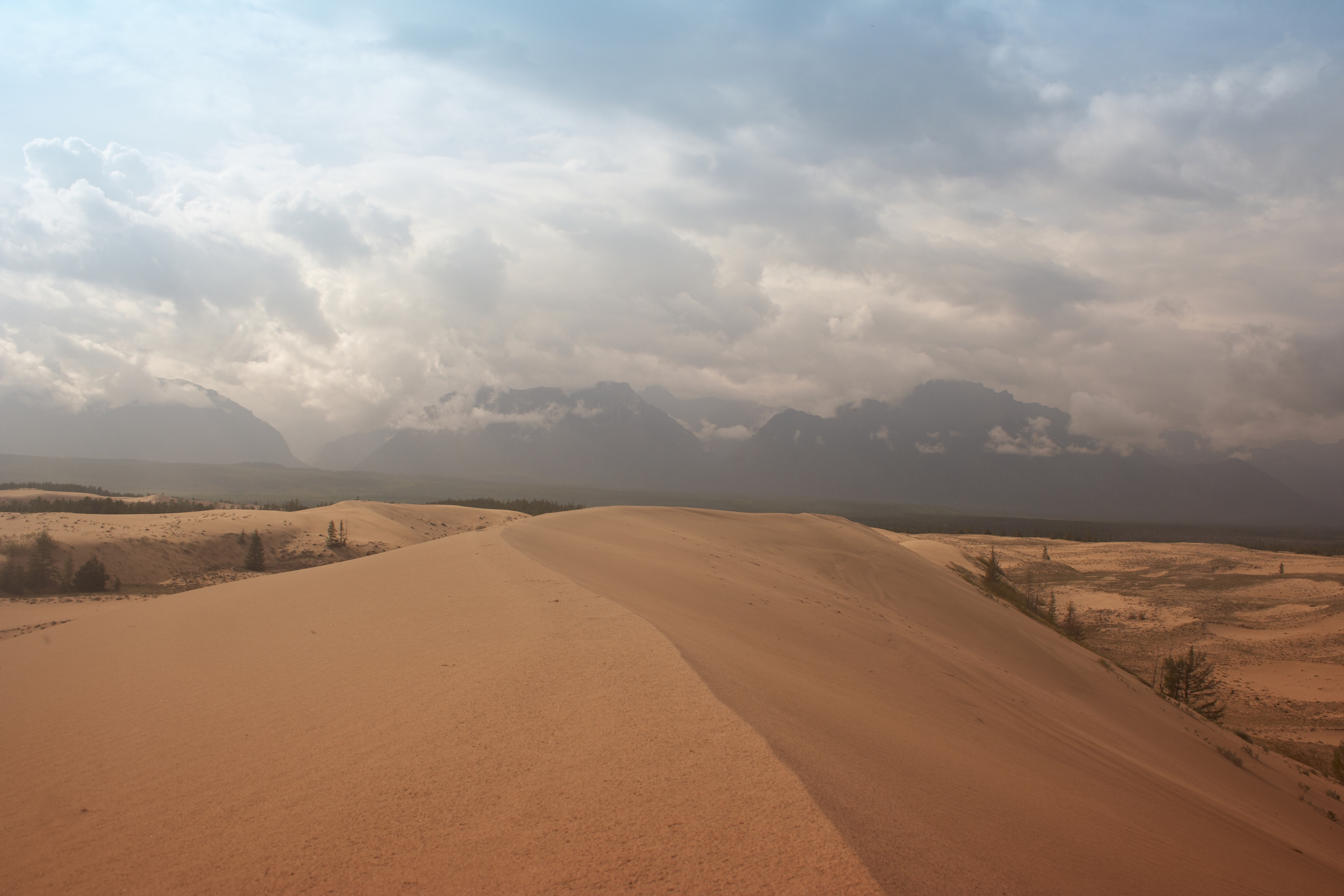
Hoge duinkam nabij de uitlopers van Kodar
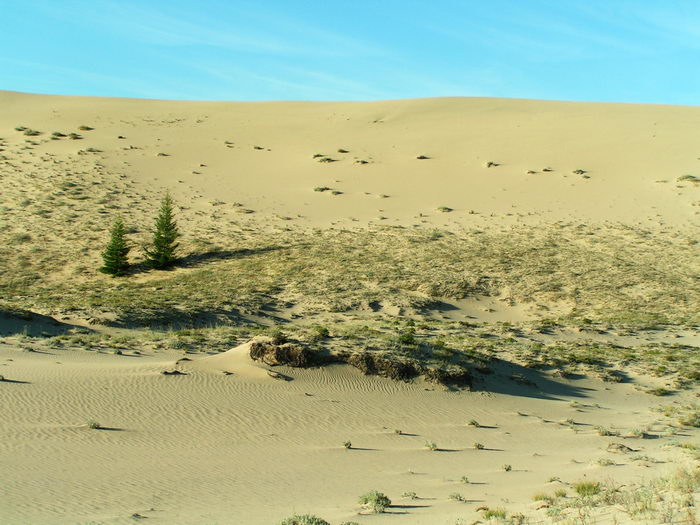
Sikkelduin in de Tsjarazanden
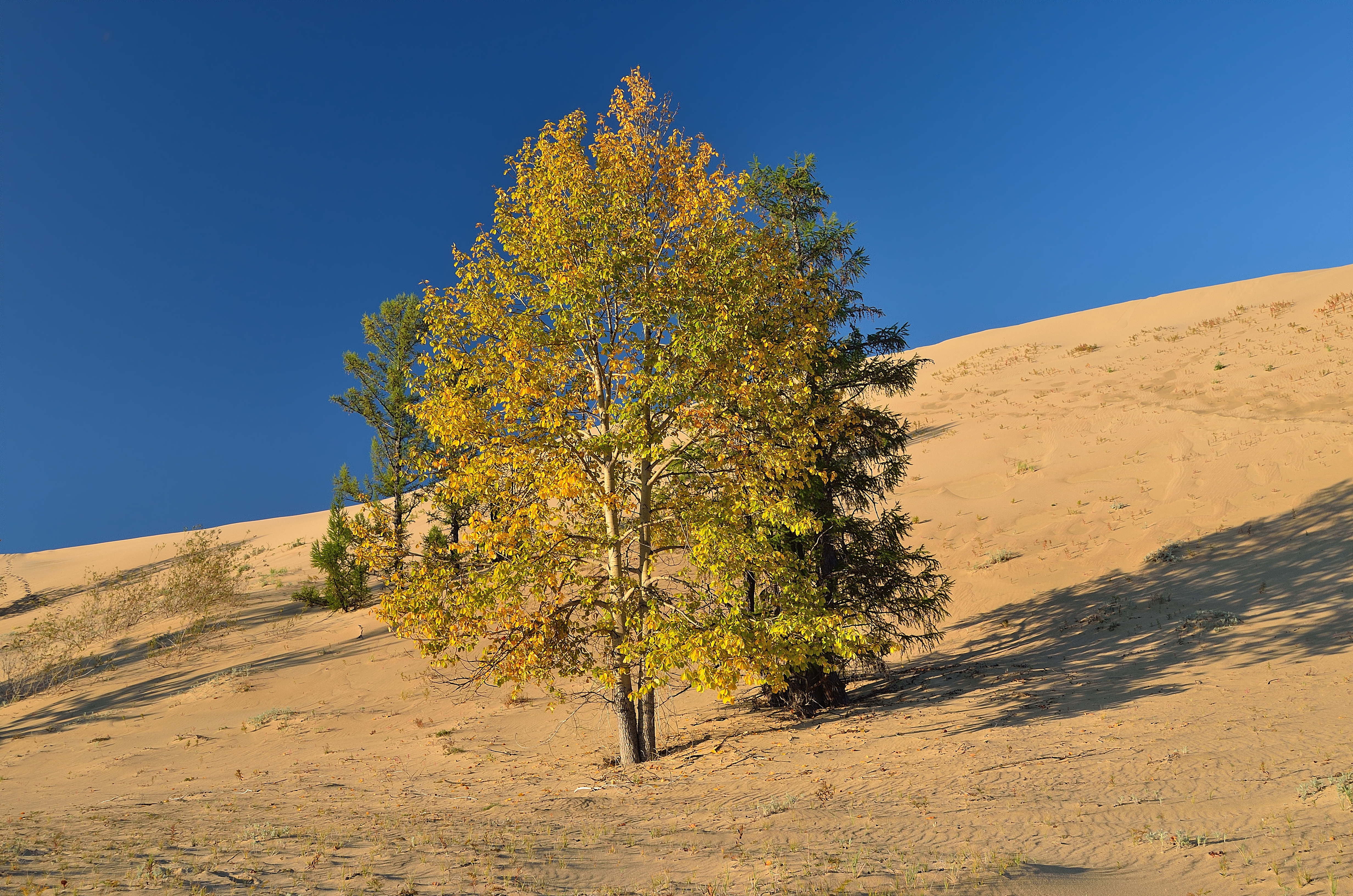
Solitaire dwergberk en lariksen
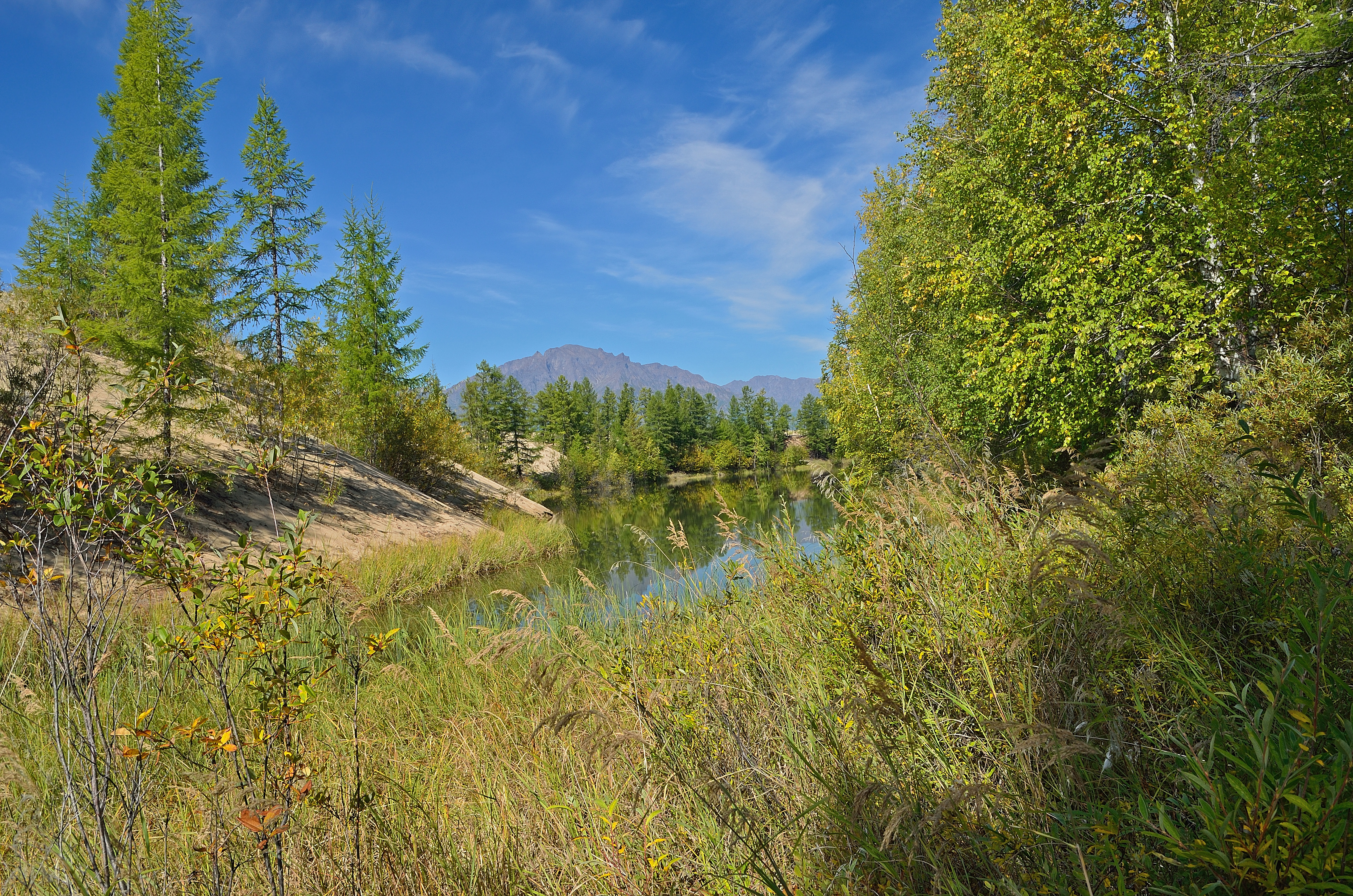
Aljonoesjkameer
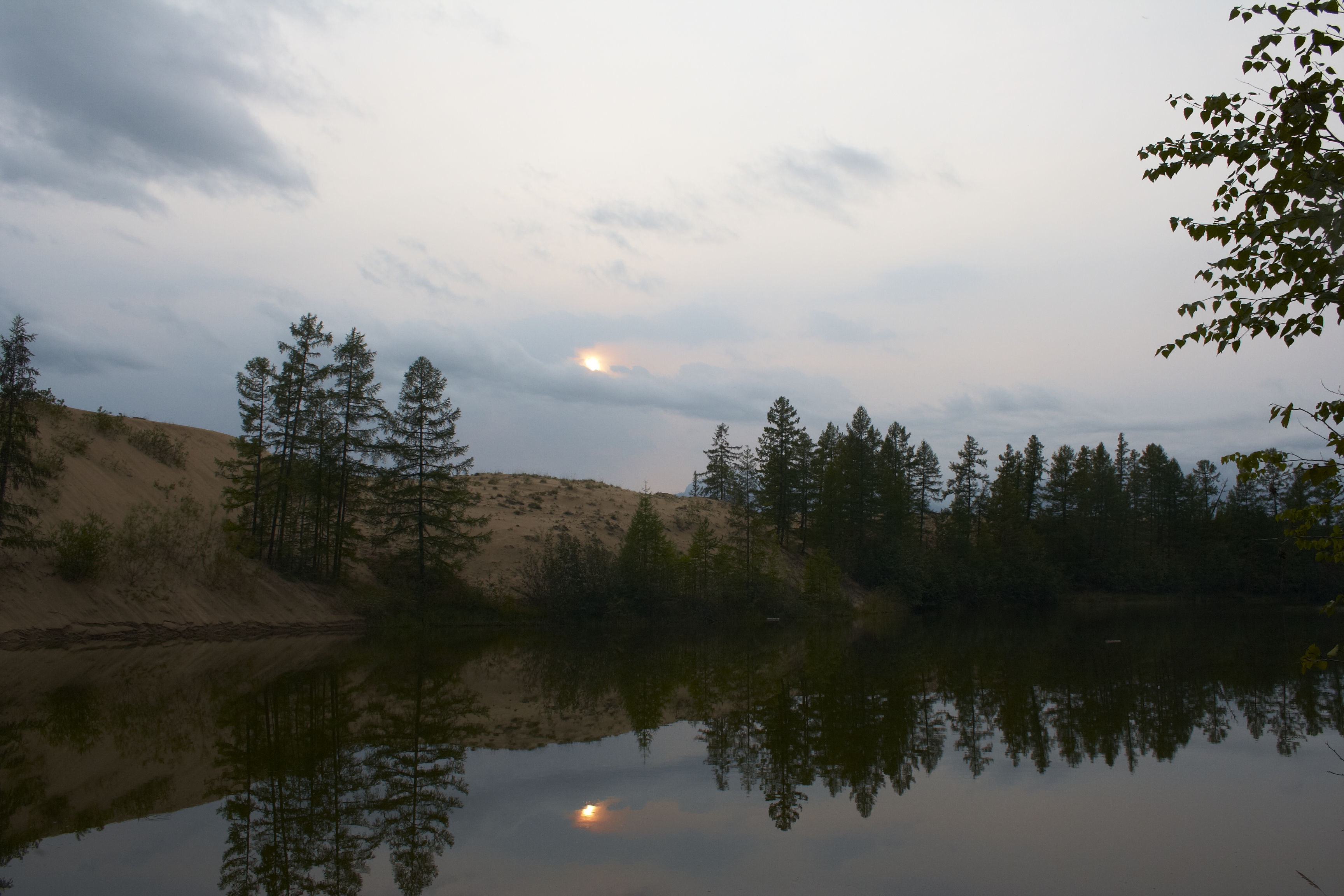
Aljonoesjkameer bij avond